# Željeznička pruga Perković – Šibenik
Željeznička pruga Perković – Šibenik jednokolosječna je neelektrificirana magistralna pruga duljine 22 km.
Pruga je puštena u promet 4. listopada 1877. Pruga se nekada koristila za transportiranje ugljena iz okolice Drniša u Šibensku luku. Danas pruga služi za povezivanje Šibenika i šibenske luke s bližim zaleđem i ostatkom Hrvatske.

## Vanjske poveznice
- Odluka o razvrstavanju željezničkih pruga Narodne novine br.3/2014.